# Grid Legends
Grid Legends (estilizado como GRID Legends) es un videojuego de carreras de 2022 desarrollado por Codemasters y publicado por Electronic Arts. Es la quinta entrega de la franquicia Grid. El juego fue lanzado para Microsoft Windows, PlayStation 4, PlayStation 5, Xbox One y Xbox Series X/S el 25 de febrero de 2022.

## Jugabilidad
Grid Legends contiene más de 130 pistas para correr, que van desde circuitos de la vida real como Brands Hatch, Indianapolis Motor Speedway, Suzuka International Racing Course y el regreso de Circuito de Mount Panorama, a circuito de calles en varias ciudades como San Francisco, París, Londres y Moscú. El juego presenta más de 100 vehículos, incluidos autos de turismo, camión semirremolque, coche de ruedas abiertas, camión de estadios, coches de derrape, e incluso vehículos eléctricos, para competir en óvalos de arena, en circuitos urbanos o pistas todoterreno. Por primera vez en la serie, los jugadores tienen la capacidad de crear sus propias carreras, incluidas rutas personalizadas, obstáculos, restricciones de vehículos y reglas.
Inspirado en la serie documental de Netflix, Formula 1: Drive to Survive, el juego incluye un modo de carrera centrado en la historia por primera vez en la serie, titulado Driven to Glory. Codemasters había optado previamente por incluir un modo de carrera centrado en la trama en F1 2021 con Braking Point. Sin embargo, en Grid Legends, el modo está mucho más centrado en la narrativa, y la historia en particular se centra en un piloto de carreras sin nombre al que se hace referencia solo como "Piloto 22" (llamado así por el número de carrera del piloto y el hecho de que el juego admite hasta 22 jugadores). Se ha contratado a varios actores profesionales para interpretar a diferentes personajes en el juego, utilizando la misma tecnología de escenario virtual que se usa en la serie de televisión estadounidense space western The Mandalorian para insertar a los actores en espacios virtuales. antecedentes. El elenco incluye al actor Ncuti Gatwa, que interpreta a Valentin Manzi, el piloto número uno de Voltz Racing. Grid Legends también marca la primera aparición física de Nathan McKane, quien ha sido un personaje básico a lo largo de la serie GRID, interpretado por Callum McGowan y retomando su papel de piloto número uno de Ravenwest Motorsport. Otros personajes principales incluyen: Ryan McKane (dueño del equipo de Ravenwest Motorsport y tío de Nathan; apareció anteriormente en TOCA Race Driver), Lara Carvalho (piloto número dos de Ravenwest), Marcus Ado (director del equipo de Seneca Racing), Ajeet Singh (ingeniero principal de Seneca), Yume Tanaka (piloto número uno de Seneca y compañero de equipo de Driver 22, interpretado por Natsumi Koroda) y Claire Webb (reportera y comentarista de color de Grid TV).

## Desarrollo y lanzamiento
Grid Legends se anunció en EA Play Live 2021. Es el quinto videojuego de la serie Grid desarrollado por Codemasters y la primera entrega publicada por Electronic Arts, lo que hace de este el debut de la serie en Origin de EA como su plataforma principal, que también se puede reproducir en la aplicación de escritorio de EA. Las entradas anteriores de la serie solo estaban en Steam. Además de ser lanzado en las plataformas Microsoft Windows, PlayStation 4 y Xbox One, el juego también llegará a la novena generación de consolas de videojuegos PlayStation 5 y Xbox Series X/S por primera vez en la franquicia. El juego fue lanzado el 25 de febrero de 2022.

### Actualizaciones y contenido descargable
El juego recibió un paquete de contenido descargable, ya que Electronic Arts y Codemasters lanzaron una expansión para este título de Grid, incluido el modo de historia Classic Car-Nage, ya que presentaba autos y pistas de Demolition Derby.

## Recepción
Grid Legends recibió críticas "generalmente favorables" para Windows y PlayStation 5 y "mixtas o promedio" para la versión Xbox Series X/S.
IGN le dio al juego un 7 sobre 10, afirmando: "No es obvio a primera vista, pero Grid Legends es definitivamente un paso adelante de Grid 2019, con una colección más grande de circuitos, más tipos de carreras y un multijugador de salto extremadamente inteligente. Sin embargo, no es un salto dramático, particularmente porque la lista de autos reutilizados se vuelve obsoleta y las opciones de personalización se estancan". Eurogamer escribió: "Hay una duplicación significativa desde el reinicio de la serie de 2019, pero las pocas adiciones son al menos más salvajes y más especializadas que el plato un poco más conservador de ese juego", y elogió el multijugador, el modo historia y el modo creador de carreras y atmósfera. Ambos medios también elogiaron en gran medida la nueva e impredecible IA del juego. Push Square le dio al juego 7 estrellas de 10 y elogió la jugabilidad central, la cantidad de autos y pistas, la accesibilidad y el uso bien ejecutado del gatillo adaptativo mientras criticaba la narrativa del modo historia, las imágenes sin complicaciones y música repetitiva. GamesRadar+ le otorgó 4 estrellas de 5 y elogió los controles estrictos y las carreras al estilo simcade mientras criticaba la IA "dudosa" y la historia decepcionante.